# Monochamus fisheri
Monochamus fisheri là một loài bọ cánh cứng trong họ Cerambycidae.